# Embalse del Cedro
El embalse del Cedro (en portugués: Açude do Cedro) es un cuerpo de agua que se encuentra sobre el lecho del río Sitiá, en el municipio de Quixadá, Ceará, Brasil. Es el embalse más antiguo de Brasil y su construcción fue ordenada por el emperador Pedro II. Tiene una capacidad de 125 624 000 m³

## Historia y sequías
El embalse del Cedro fue una de las primeras obras emprendidas por el Gobierno brasileño para paliar la sequía en la región del sertón. La construcción fue encargada por Pedro II, emperador de Brasil como resultado del gran impacto social causado por la sequía entre 1877 y 1879. La construcción se convirtió en una obra prioritaria luego de sucesivas sequías en 1888, 1889, 1891, 1898, 1900 y 1902. Entre 1930 y 1932 el embalse se secó completamente, situación que se repetiría en 2017. La sequía de 2017 - consecuencia del fenómeno El Niño - representó biológicamente la muerte de más de 400 tortugas.